# 果大脐蜗牛
果大脐蜗牛（学名：Aegista permellita），是柄眼目扁蜗牛科盾蜗牛属的一种。主要分布于中国大陆，常栖息在山区丘陵及农田附近较潮湿多腐殖质阴暗的灌木丛，草丛中，落叶，石块下。